# 北京艺术中心
北京艺术中心（又名文化粮仓、北京城市副中心剧院、北京国际文化艺术交流中心、北京大剧院）位于北京市通州区城市绿心森林公园北侧，是北京城市副中心三大建筑之一。剧院计划具有演艺演出、艺术创作、艺术教育、现场体验等功能，由国家大剧院负责运营，2023年9月27日开始首场测试演出。

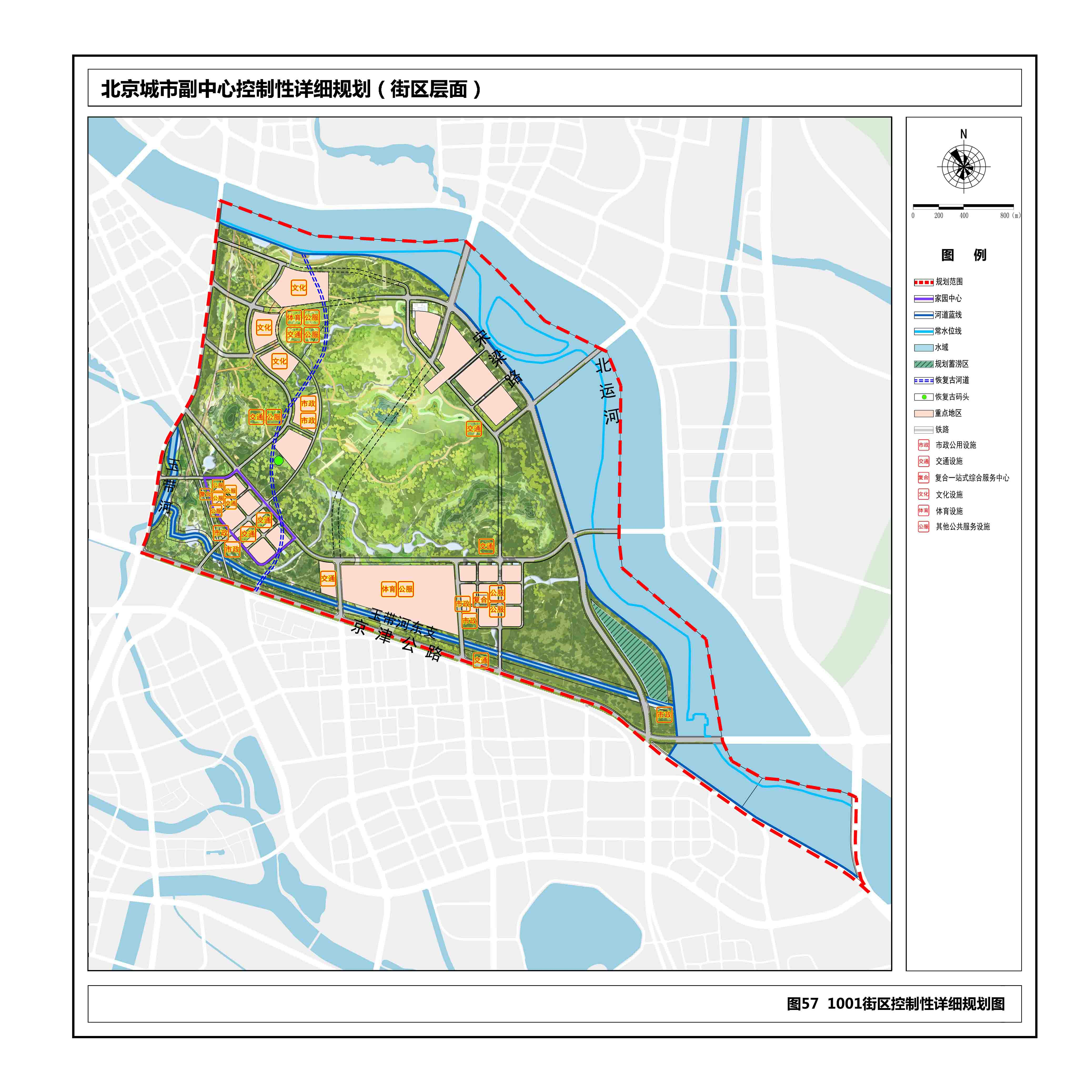
《北京城市副中心控制性详细规划（街区层面）（2016年—2035年）》 1001街区规划图则

## 结构
副中心剧院总建筑面积约12.53万平方米，地上5层、地下2层，包含歌剧院、音乐厅、戏剧院、多功能厅、室外剧场5个演出场所，可同时容纳5500人观看演出。歌剧院、音乐厅和戏剧院预计分别设有座位1800个、1600个和1000个。
剧院的造型设计源于通州古粮仓和运送物资的船舶，建筑外立面仿照帆船，建筑内部的音乐厅、歌剧院和戏剧院设计成了三座表演艺术的“文化容器”。

## 建设
总投资25亿元，由北京城市副中心投资建设集团有限公司代建、北京建工集团有限责任公司承建，合同额18.84亿元。三大建筑2019年10月底开建，2021年春节前已经冲出地面，4月30日封顶，预计2021年年底外立面亮相，2022年底完工。

## 运营

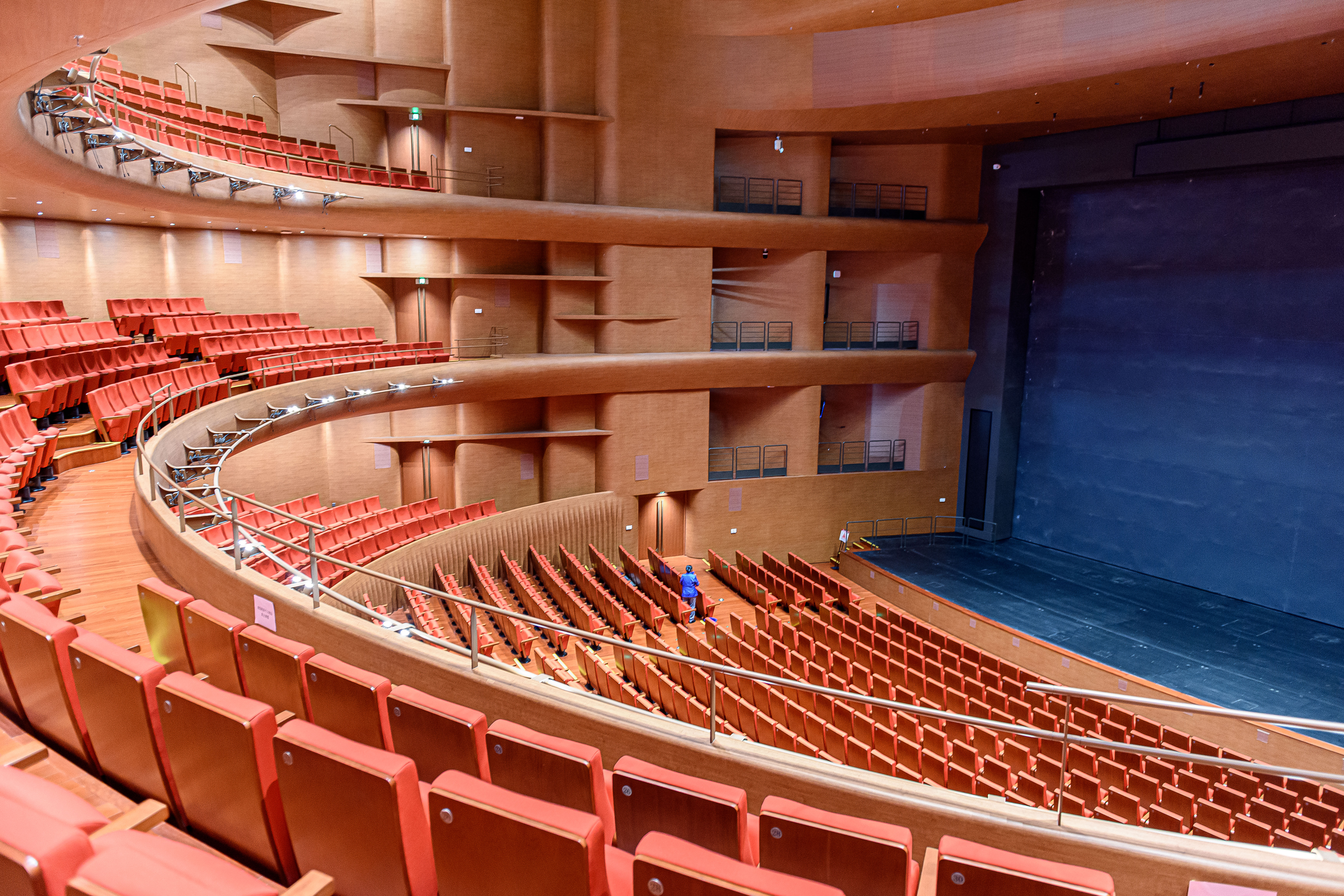
北京艺术中心歌剧院内部

2023年12月22日至24日，歌剧《运河谣》作为开幕演出在北京艺术中心上演。

## 交通
副中心剧院规划有北京大剧院站。该站是 █ 城市副中心M101线和 █ 城市副中心M104线的换乘站，可同台换乘。地铁修建后，乘客在地下就可进入北京城市副中心三大建筑。三大建筑建设时，两条地铁线还未修建，此时进行了轨道交通预留工程。除了站台，还预留了线路互联互通条件。车站建筑面积4.47万平方米，长度400米，宽度16米。顶部采用了大跨钢结构体系，玻璃屋盖100米，乘客将可以从站台见到三大建筑。